# Francesca Taverni
Francesca Taverni (Firenze, 2 aprile 1968) è una cantante, attrice e ballerina italiana.

## Biografia
Ha recitato in diversi musical in Italia e in Germania, tra cui No, No, Nanette (1998), A Chorus Line (1999), Rent 1999/2000), La febbre del sabato sera (2000), Cats (Berlino, 2003; 2006), Jesus Christ Superstar (2006), Wicked (Germania, 2008), The Last Five Years (2008), Mamma Mia! (2010), Sister Act (2015), The Best of Musical (2014/15), Next to Normal (2016), Fame (2019) e Sweeney Todd (2019) accanto a Lorenzo Tognocchi e Luca Giacomelli Ferrarini, Nessun Dorma (2022) scritto da Luca Giacomelli Ferrarini e Marco Spatuzzi